# Sjättenovembervägen

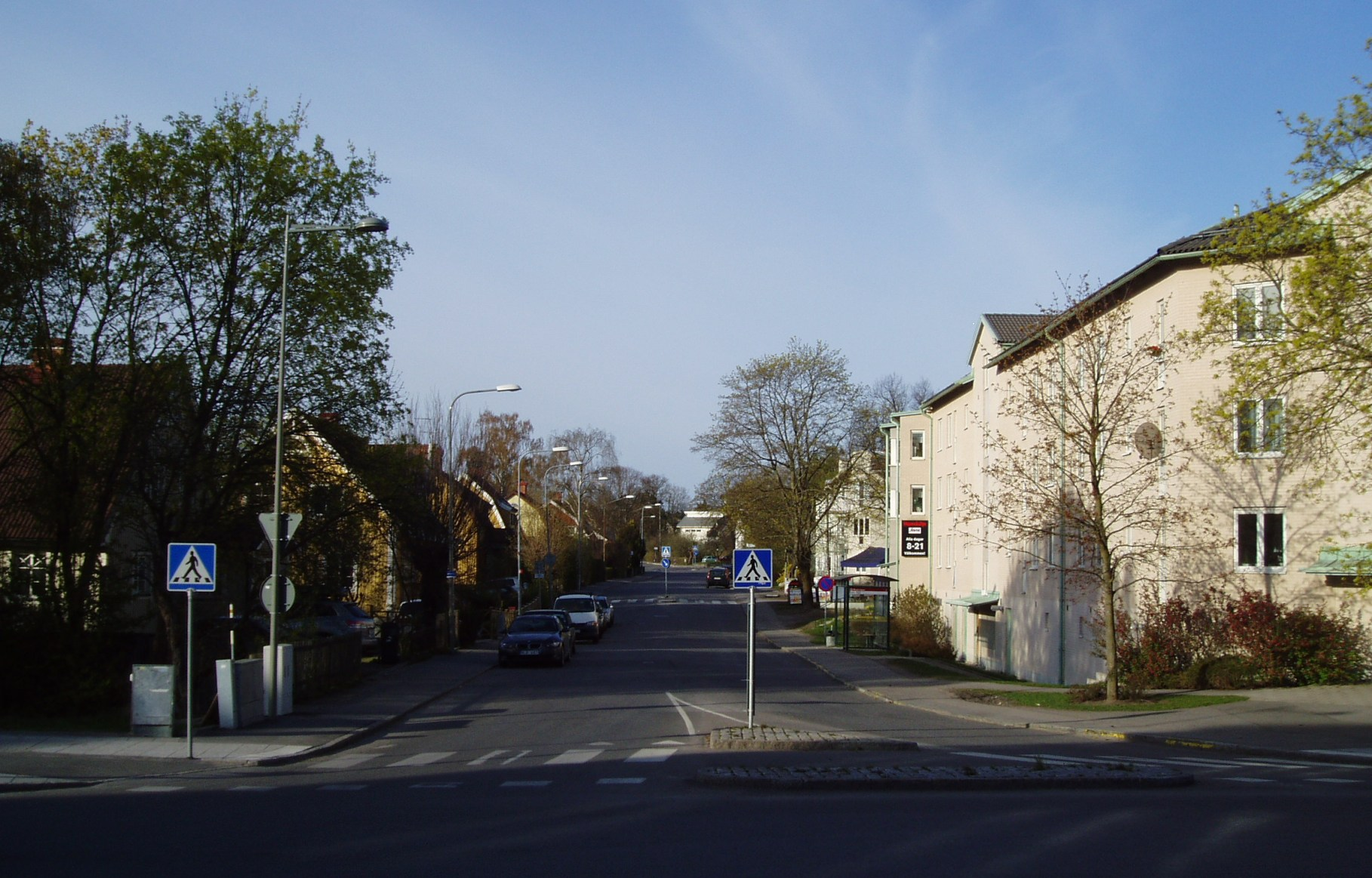
Sjättenovembervägen, vy från Älvsjövägen.

Sjättenovembervägen i Söderort inom Stockholms kommun utgör, frånsett en kort sträcka, en del av Göta landsväg samt också gränslinje mellan stadsdelarna Långbro och Älvsjö. Gatan hette tidigare Torsvägen. Den långa kavelbro, efter vilken Långbro under 1400-talet erhöll sitt namn, är troligtvis identisk med Sjättenovembervägens nordligaste del.

## Historik
Gatan har erhållit sitt namn efter Gustav II Adolfs dödsdag, 6 november 1632. Sorgetåget med konungens stoft gick längs Göta landsväg och det högtidliga intåget i huvudstaden skall ha tagit sin början vid nuvarande Sjättenovembervägens sträckning enligt namnberedningens motivering från 1924. Göta landsväg följer Sjättenovembervägen ner till Långsjövägen där gamla landsvägen fortsättningsvis följer Långsjövägen. Gatan börjar vid Älvsjövägen och fortsätter söderut. Före 1980 omfattade vägen även kvarteret norr om Älvsjövägen, upp till Ericssons entré. Enligt Anders Bergman, Brännkyrka hembygdsförening, utgjorde detta platsen för hemmanet Brotäppan vars namn enligt Carl Ivar Ståhle skall indikera Longabros östra brofäste.